# Jakob Isler
Jakob Isler (Wohlen, 27 ottobre 1809 – Wohlen, 17 aprile 1862) è stato un politico e imprenditore svizzero.

## Biografia
Figlio di Peter Isler, industriale della paglia, e di Barbara Michel, di Dottikon, e abiatico di Jacob Isler. Sposò Marie Troller, di Aarau. Dopo le scuole secondarie a Bremgarten, dal 1826 al 1827 frequentò la scuola di commercio a Parigi. Fu il primo industriale del Freiamt ad aver compiuto una vera e propria formazione commerciale. Nel 1827 entrò nell'azienda paterna.
Nella guerra del Sonderbund guidò una compagnia di carabinieri e nel 1848 fu tenente colonnello e membro della commissione militare. Prefetto del distretto di Bremgarten dal 1841 al 1847, nel 1841 cercò di placare l'agitazione sorta in seguito all'affare dei conventi nel Freiamt. Tra il 1844 e il 1862 fu deputato liberale di tendenza radicale al Gran Consiglio argoviese e membro della Costituente tra il 1849 al 1851. Nel 1856 rifiutò, per motivi familiari e professionali, l'elezione al Consiglio di Stato. Fu Consigliere nazionale dal 1848 al 1851 e Consigliere agli Stati dal 1860 al 1862. Promotore e presidente, nel 1852, della Cassa di risparmio di Wohlen, nel 1855 contribuì a fondare la scuola distrettuale di Wohlen e dal 1855 al 1862 divenne presidente del consiglio scolastico distrettuale.